# Usiemikient
Usiemikient (ros. Усемикент) – wieś w Rosji, w Dagestanie, w rejonie kajakienckim. W 2010 liczyła 1996 mieszkańców, głównie Kumyków.